# Cortodera holosericea
Cortodera holosericea är en skalbaggsart som först beskrevs av Johan Christian Fabricius 1801.
Cortodera holosericea ingår i släktet Cortodera och familjen långhorningar. Artens utbredningsområde är Ukraina. Inga underarter finns listade i Catalogue of Life.